# Esja
De Esja is de tafelberg die ten noorden van Reykjavik aan de overkant van de baai de Faxaflói ligt, en de stad tegen de koude polaire wind beschermt. De berg is 914 meter hoog en ontstond door vulkanische uitbarstingen, waarschijnlijk tijdens een van de eerste glacialen van het Pleistoceen. Tussen de Esja en de rivier de Mogilsá werd aan het einde van de 19e eeuw kalksteen ontgonnen.
In tegenstelling tot vele andere (aardrijkskundige) plaatsen op IJsland, is het niet bekend waar de naam van deze berg vandaan komt. De Kjalnesingasaga verhaalt van een rijke Ierse weduwe, Esja geheten, die op een boerderij aan de voet van de berg woonde, en de naam zou van haar afstammen. De historische waarde van het verhaal is echter laag, en de werkelijke naamsafkomst van de berg blijft derhalve onzeker.